# Institute of Internal Auditors
Pour les articles homonymes, voir IIA.
Établi en 1941, l'Institute of Internal Auditors (IIA) ou Institut des Auditeurs Internes est un institut voué à l'établissement de standards professionnels d'audit interne. Il regroupe des membres de 165 pays, directement ou via des « chapitres » affiliés. L'IIA veut être la voix de la profession (l'audit interne), son principal représentant et le défenseur de ses intérêts, une autorité reconnue en la matière, ayant un rôle majeur de formation. Le siège de l'IIA est à Altamonte Springs, Floride, États-Unis.

## Rôle de l'IIA
La mission de l'Institute of Internal Auditors est d'assurer le « leadership dynamique » de la profession de l'audit interne. Ceci inclut :
- défendre et promouvoir les valeurs que les professionnels de l'audit interne apportent à leurs organisations ;
- proposer une formation professionnelle complète et des perspectives de développement personnel ; développer des standards professionnels et des bonnes pratiques ; proposer un programme de certification ;
- la recherche, la dissémination et la promotion auprès des praticiens et des autres parties concernées, des connaissances en matière d'audit interne et de son rôle dans le contrôle interne, dans la gestion des risques, et la gouvernance d'entreprise ;
- former les praticiens et tout public concerné ou intéressé aux meilleures pratiques de l'audit interne ;
- réunir les auditeurs internes de tous pays, pour le partage de l'expérience et de l'information relatives à la pratique de l'audit interne.

## Certified Internal Auditor (CIA)
Le Certified Internal Auditor (CIA) est la principale certification professionnelle proposée par l'IIA. Ce diplôme est très largement reconnu par la profession et la communauté entrepreneuriale, et ce mondialement. Il représente pour un individu la démonstration de sa compétence et de son professionnalisme dans le domaine de l'audit interne.
Obtenir le CIA prouve la maîtrise professionnelle des connaissances nécessaires à la profession d'auditeur interne. Les certifiés CIAs doivent en outre suivre une formation permanente.

## Autres certificats délivrés par l'IIA
- Certification in Control Self-Assessment (CCSA)
- Certified Government Auditing Professional (CGAP)
- Certified Financial Services Auditor (CFSA)

## Les standards professionnels
L'IIA a trois niveaux de Standards Professionnels:

### Code de déontologieetnormes
Ces standards sont obligatoires pour les membres de l'IIA, et pour toute organisation qui déclare les appliquer, dans le monde entier. Ces standards sont rassemblés dans ce qu'on surnomme le « Livre Rouge ».
- Le code de déontologie inclut deux composantes essentielles :
  1. des principes fondamentaux pertinents pour la profession et pour la pratique de l’audit interne ;
  2. des règles de conduite décrivant les normes de comportement attendues des auditeurs internes. Ces règles sont une aide à la mise en œuvre pratique des principes fondamentaux et ont pour but de guider la conduite éthique des auditeurs internes.
- Les normes ont pour objet :
  1. de définir les principes fondamentaux de la pratique de l'audit interne ;
  2. de fournir un cadre de référence pour la réalisation et la promotion d'un large champ d’intervention d'audit interne à valeur ajoutée ;
  3. d'établir les critères d'appréciation du fonctionnement de l'audit interne ;
  4. de favoriser l'amélioration des processus organisationnels et des opérations.

### Pratiques conseillées ou modalités pratiques d'application
Les pratiques conseillées ne sont pas des standards obligatoires mais des conseils ciblés et fortement recommandés.

### Les aides pratiques et de développement
Elles regroupent divers matériaux développés et/ou endossés par l'IIA, incluant des monographies de recherche, livres, séminaires, conférences, et autres produits liés aux pratiques professionnelles de l'audit interne.

### Global Technology Audit Guide (GTAG)
Les GTAGs sont écrits en langage pratique pour traiter d'un problème urgent lié à l'informatique (TIC), à la gestion, au contrôle et à la sécurité. À ce jour, l'IIA a publié les GTAGs suivantes :
- GTAG 1 : Information Technology Controls
- GTAG 2 : Change and Patch Management Controls: Critical for Organizational Success
- GTAG 3 : Continuous Auditing: Implications for Assurance, Monitoring, and Risk Assessment
- GTAG 4 : Management of IT Auditing
- GTAG 5 : Managing and Auditing Privacy Risks
- GTAG 6 : Managing and Auditing IT Vulnerabilities
- GTAG 7 : Information Technology Outsourcing
- GTAG 8 : Auditing Application Controls
- GTAG 9 : Identity and Access Management
- GTAG 10 : Business Continuity Management